# Challenger de Túnez 2014
El Tunis Open 2014 fue un torneo de tenis profesional jugado en canchas de tierra batida. Se disputó la novena edición del torneo que formó parte del circuito ATP Challenger Tour 2014. Se llevó a cabo en Túnez, entre el 28 de abril y el 4 de mayo de 2014.

## Jugadores participantes del cuadro de individuales
| Favorito | País                 | Jugador               | Rank1 | Posición en el torneo |
| -------- | -------------------- | --------------------- | ----- | --------------------- |
| 1        | Bandera de Francia   | Kenny de Schepper     | 63    | Primera ronda         |
| 2        | Bandera de Alemania  | Tobias Kamke          | 91    | Primera ronda         |
| 3        | Bandera de Rusia     | Yevgueni Donskoi      | 99    | Cuartos de final      |
| 4        | Bandera de Argentina | Facundo Argüello      | 107   | Segunda ronda         |
| 5        | Bandera de Rumania   | Adrian Ungur          | 118   | Cuartos de final      |
| 6        | Bandera de Túnez     | Malek Jaziri          | 120   | Primera ronda         |
| 7        | Bandera de Alemania  | Julian Reister        | 128   | FINAL                 |
| 8        | Bandera de Francia   | Pierre-Hugues Herbert | 135   | Primera ronda         |

| Posición en el torneo   |
| ----------------------- |
| Primera y segunda ronda |
| Cuartos de final        |
| Semifinales             |
| FINAL                   |
| CAMPEÓN                 |

- 1 Se ha tomado en cuenta el ranking del 7 de abril de 2014.

### Otros participantes
Los siguientes jugadores recibieron una invitación (wild card), por lo tanto ingresan directamente al cuadro principal (WC):
- Ameur Ben Hassen
- Danyal Sualehe
- Abid Mehdi
- Lamine Ouahab

Los siguientes jugadores ingresan al cuadro principal tras disputar el cuadro clasificatorio (Q):
- Gianluca Naso
- Juan Lizariturry
- Alessandro Giannessi
- Flavio Cipolla

## Jugadores participantes en el cuadro de dobles

### Cabezas de serie
| Favorito | País                        | Jugador               | País                        | Jugador            | Rank1 | Posición en el torneo |
| -------- | --------------------------- | --------------------- | --------------------------- | ------------------ | ----- | --------------------- |
| 1        | Bandera de Estados Unidos   | James Cerretani       | Bandera de Suecia           | Andreas Siljeström | 250   | Semifinales           |
| 2        | Bandera de Francia          | Pierre-Hugues Herbert | Bandera de Canadá           | Adil Shamasdin     | 267   | CAMPEONES             |
| 3        | Bandera de Filipinas        | Ruben Gonzales        | Bandera de Nueva Zelanda    | Artem Sitak        | 300   | Primera ronda         |
| 4        | Bandera de los Países Bajos | Stephan Fransen       | Bandera de los Países Bajos | Jesse Huta Galung  | 305   | FINAL                 |

- 1 Se ha tomado en cuenta el ranking del 21 de abril de 2014.

## Campeones

### Individual Masculino
- Simone Bolelli derrotó en la final a  Julian Reister, 6–4, 6–2

### Dobles Masculino
- Pierre-Hugues Herbert /  Adil Shamasdin derrotaron en la final a  Stephan Fransen /  Jesse Huta Galung, 6–3, 7–65